# Développement (vélo)
Pour les articles homonymes, voir Développement.

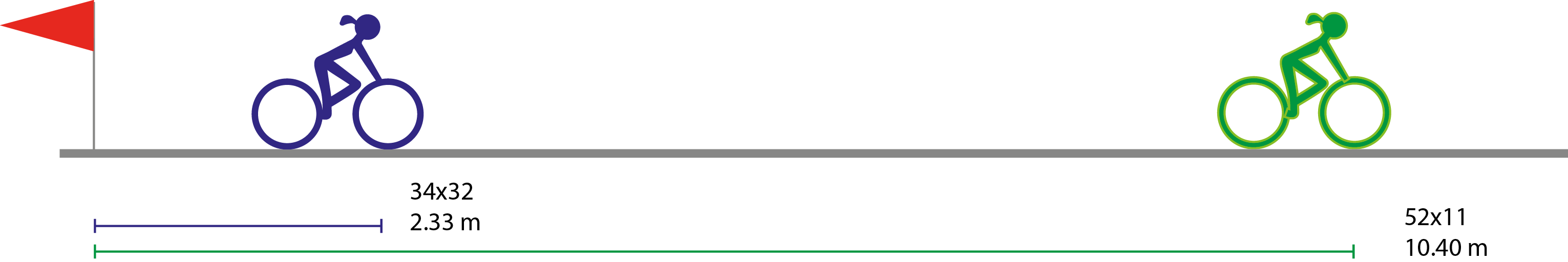
Distance parcourue en un tour de pédale par deux cyclistes sur des développements extrêmes.

Le développement d'un vélo est la distance parcourue par celui-ci lors d'un tour de pédalier.
La longueur du développement est obtenue en multipliant le braquet par la circonférence de la roue motrice (arrière), sauf s'il existe un système de démultiplication à l'intérieur du moyeu arrière :
{\displaystyle \mathrm {d{\acute {e}}veloppement} ={\frac {\mathrm {circonf{\acute {e}}rence\ de\ la\ roue} \cdot {\text{nombre de dents du plateau}}}{\text{nombre de dents du pignon}}}}
Le braquet induit la valeur du développement, et un même développement peut être obtenu par des rapports plateau/pignon différents (s'ils donnent le même braquet).
Ainsi le développement augmente avec le braquet et la taille de la roue. Le braquet augmente avec la taille du plateau, et inversement par rapport à la taille du pignon.
En pratique, un développement important permet d'avancer vite mais nécessite de grands efforts, on[Qui ?] l'utilise donc lorsque le facteur limitant est la vitesse de pédalage. À l'inverse, on[style à revoir] utilise un développement faible pour monter des pentes importantes ou lorsque le facteur limitant est la puissance musculaire.

## Réglementation
Le développement fait partie de la réglementation des courses cyclistes dans de nombreux pays, pour les plus jeunes coureurs.
Le contrôle s'effectue entre deux lignes parallèles tracées au sol, distantes du développement à respecter : le vélo placé sur une ligne effectue un tour de pédalier et ne doit pas dépasser l'autre ligne.

### Réglementation de la fédération française de cyclisme
Les coureurs des catégories jeunes sont contraints de respecter un développement maximal.
| CATEGORIES   | AGES         |
| ------------ | ------------ |
| Baby vélo    | 2 à 4 ans    |
| Prélicenciés | 5 à 6 ans    |
| Poussins     | 7 et 8 ans   |
| Pupilles     | 9 et 10 ans  |
| Benjamins    | 11 et 12 ans |
| Minimes      | 13 et 14 ans |

|              | ROUTE  | VITESSE | CYCLO CROSS | ADRESSE | PISTE  | VTT   | BMX   |
| ------------ | ------ | ------- | ----------- | ------- | ------ | ----- | ----- |
| PRELICENCIES | 5,60 m | 5,60 m  | LIBRE       | 5,60 m  | 5,60 m | LIBRE | LIBRE |
| POUSSINS     | 5,60 m | 5,60 m  | LIBRE       | 5,60 m  | 5,60 m | LIBRE | LIBRE |
| PUPILLES     | 5,60 m | 5,60 m  | LIBRE       | 5,60 m  | 5,60 m | LIBRE | LIBRE |
| BENJAMINS    | 6,40 m | 6,40 m  | LIBRE       | 6,40 m  | 6,40 m | LIBRE | LIBRE |
| MINIMES      | 7.01 m | 7.01 m  | LIBRE       | 7.01 m  | 7.01 m | LIBRE | LIBRE |

https://www.ffc.fr/reglementation-federale/
https://www.ffc.fr/wp-content/uploads/2018/06/Tableau-des-developpements-7-juin-2018.pdf
- Cadets (de 16 à 18 ans dans l’année) : 7,62 m pour les garçons et même chose pour les filles.
- Juniors (de 18 à 19 ans dans l’année) : 7,93 m pour les garçons et 7,40 m pour les filles.

## Exemples
Cas d'un vélo de route avec une transmission composée de plateaux de 30, 39 et 50 dents, de pignons de 12 à 28 dents et de roues de 29 pouces (circonférence de 2,31 m) :
|    | 30   | 39   | 50   |
| -- | ---- | ---- | ---- |
| 12 | 5,78 | 7,52 | 9,64 |
| 13 | 5,34 | 6,94 | 8,90 |
| 14 | 4,96 | 6,44 | 8,26 |
| 15 | 4,63 | 6,01 | 7,71 |
| 17 | 4,08 | 5,31 | 6,80 |
| 19 | 3,65 | 4,75 | 6,09 |
| 21 | 3,30 | 4,30 | 5,51 |
| 23 | 3,02 | 3,92 | 5,03 |
| 25 | 2,78 | 3,61 | 4,63 |
| 28 | 2,48 | 3,22 | 4,13 |

Cas d'un vélo tout terrain avec une transmission composée de plateaux de 22, 32 et 44 dents, de pignons de 11 à 32 dents et de roues de 26 pouces (circonférence de 2,07 m) :
| /  | 22   | 32   | 44   |
| -- | ---- | ---- | ---- |
| 11 | 4,15 | 6,03 | 8,29 |
| 12 | 3,80 | 5,53 | 7,60 |
| 14 | 3,26 | 4,74 | 6,52 |
| 16 | 2,85 | 4,15 | 5,70 |
| 18 | 2,53 | 3,69 | 5,07 |
| 21 | 2,17 | 3,16 | 4,34 |
| 24 | 1,90 | 2,76 | 3,80 |
| 28 | 1,63 | 2,37 | 3,26 |
| 32 | 1,43 | 2,07 | 2,85 |